# Dave Brubeck
Dave Brubeck (n. 6 decembrie 1920, Concord, California, SUA – d. 5 decembrie 2012, Norwalk⁠(d), Connecticut, SUA) a fost un compozitor și pianist american, în stilul jazz, fiind unul dintre cei mai importanți reprezentați ai stilului cool jazz. 
A format un cvartet cu saxofonistul Paul Desmond în 1951. Piesa Take Five a devenit prima piesă de jazz instrumental care s-a vândut în peste un milion de exemplare.